# Anton Karl Wüst

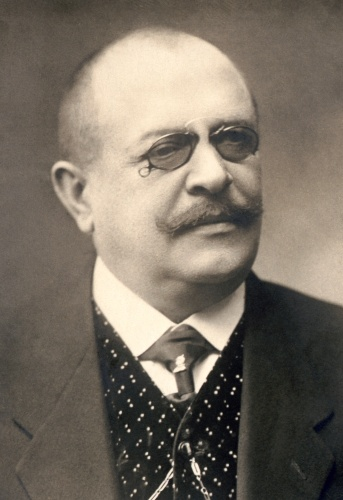
Anton Karl Wüst

Anton Karl Wüst (* 11. Januar 1863 in Prag, Böhmen als Anton Bergmann (ab 1879 Wüst); † 14. September 1932 in Saaz (Žatec), Tschechoslowakei) war ein böhmisch-österreichischer Politiker der Alldeutschen Vereinigung.

## Leben
Anton Karl Wüst wurde 1863 als Anton Bergmann in der Landes-Gebäranstalt in Prag als außerehelicher Sohn des k.k. Finanzwacht-Oberaufsehers Anton Wüst († 19. Juni 1896) aus Weitentrebetitsch und Kürschnerstochter Theresia Bergmann aus Niemes geboren. Seine Eltern heirateten nicht, allerdings bekannte sich Anton Wüst als Kindsvater und räumte dem Sohn ab 1879 das Recht ein, den Familiennamen Wüst zu führen. Anton Karl Wüst war katholischer Konfession, trat aber 1884 zur evangelischen Kirche Augsburgischen Bekenntnisses (A.B.) über. Ab Juni 1884 war er mit Marie geb. Schönfuß (* 1862 in Michelsdorf) verheiratet. 
Zunächst war Wüst als Kaufmann in Michelsdorf bei Podersam tätig. Er engagierte berufs- und standespolitisch. Vor der Jahrhundertwende übersiedelte er nach Saaz, wo er 1899 die Nationalen Zeitung. Unabhängiges alldeutsches Blatt für die Provinz Deutschböhmen samt Buchdruckerei erwarb. Er fungierte als Herausgeber und Redakteur der zweimal wöchentlich erscheinenden Zeitung. 1904 erwarb er gemeinsam mit seiner Frau die Buch- und Zeitungsdruckerei Josef Schwab & Co., Dux sowie die Zeitung Wacht an der Eger. Ab 1910 gab er außerdem die Karlsbader Nachrichten heraus. Für die Alldeutsche Vereinigung zog er 1901 in den böhmischen Landtag ein. Politisch gehörte er dem Lager um Georg von Schönerer an. Anton Karl Wüst war ebenso Geschäftsleiter des Verbands deutscher Hopfenbauern im Saazer Land. Er lebte zuletzt als Realitätenbesitzer und Buchdruckereibesitzer in Saaz, wo er 1932 verstarb.

## Politische Funktionen und Mandate
- 1911–1918: Abgeordneter des Abgeordnetenhauses im Reichsrat (XII. Legislaturperiode), Wahlbezirk Böhmen 114, Alldeutsche Vereinigung
- 1901–1913: Abgeordneter zum Böhmischen Landtag
- Obmann des deutschen Mittelstandsbundes in Saaz
- Obmannstellvertreter des Zentralvereines der deutschen Rübenbauern in Böhmen
- 21. Oktober 1918 bis 16. Februar 1919: Mitglied der Provisorischen Nationalversammlung, DnP